# Tribes: Ascend
Tribes: Ascend è un gioco online sparatutto in prima persona di ambientazione fantascientifica
prodotto dalla Hi-Rez Studios e pubblicato il 12 aprile 2012.